# Международный конгресс современной архитектуры
Международный конгресс современной архитектуры (фр. Congrès International d’Architecture Moderne — CIAM) — международная организация архитекторов, созданная в 1928 году с целью консолидации архитекторов Европы, для профессионального обмена и в интересах развития современной архитектуры. Деятельность организации выразилась в серии конгрессов, подготовленных ведущими архитекторами-модернистами Европы, где пропагандировались новые идеи и принципы во всех сферах архитектуры, от природного окружения и градостроительства до промышленного дизайна. CIAM прекратила своё существование в 1959 году.
Само возникновение CIAM было выражением общеевропейского протеста архитекторов против аннулирования победы Ле Корбюзье в конкурсе на Дворец Наций в Женеве в 1927 году. 
В 1933 году четвертым конгрессом CIAM была принята «Афинская хартия» — свод требований, касающихся нового градостроительства и жилищной архитектуры. Эти требования были приняты позже в качестве стандарта во многих странах Европы. Автором Афинской хартии был Ле Корбюзье.
После перерыва, вызванного Второй мировой войной, CIAM возобновил свою деятельность. Ле Корбюзье вышел из организации в 1955 году, после чего в организации повысилась роль английского языка. CIAM самораспустился в 1959 году, т.к. взгляды участников разошлись.

## Конгрессы CIAM
- 1928 год, CIAM I, Ля Сарраз (фр.), Швейцария, создание CIAM
- 1929 год, CIAM II, Франкфурт-на-Майне, Германия, жилищное строительство для прожиточного минимума
- 1930 год, CIAM III, Брюссель, Бельгия
- 1933 год, CIAM IV, Афины, Греция, Афинская хартия 1933, Functional City
- 1937 год, CIAM V, Париж, Франция, продолжение работ над Афинской Хартией
- 1947 год, CIAM VI, Бридгватер, Великобритания, Декад Современной Архитектуры
- 1949 год, CIAM VII, Бергамо, Италия, возведение итогов достижений
- 1951 год, CIAM VIII, Ходдесдон, Великобритания, The Urban Core
- 1953 год, CIAM IX, Экс-ан-Прованс, Франция, Habitat
- 1956 год, CIAM X, Дубровник, Югославия, Habitat
- 1959 год, CIAM XI, Оттерло (нид.), Нидерланды — роспуск организации